# Armes de destruction massive en Bulgarie
La Bulgarie a développé sur son sol des armes de destruction massive, notamment des armes chimiques. Les chaînes de production de ces armes étaient concentrées à Smyadovo. En 2016, la Bulgarie ne plus possédait aucune arme de destruction massive.

## Programme de missiles
La République populaire de Bulgarie disposait d'un important arsenal de missiles, comprenant 67 missiles balistiques Scud (Elbrus), 50 Frog (Luna) et 24 Spider (Oka). Étant donné que l'Union soviétique pouvait rapidement déployer ses propres armes nucléaires en Bulgarie, les missiles n'étaient pas dotés d'ogives nucléaires, mais seulement préparés pour lancer des armes soviétiques.
Les systèmes SS-23 étaient dotés d'ogives conventionnelles et avaient une capacité de lancement d'armes de destruction massive. L’ensemble des rampes de lancement de missiles nucléaires et leurs équipements du pays ont été démantelés en 1991. En 1994, le pays a acheté 46 ogives conventionnelles pour ses Scuds à la Russie. Tous les missiles Scuds, Frogs et Spiders ont été détruits en 2002. Actuellement, la Bulgarie exploite une douzaine de lanceurs Scarab, mais les informations sur le nombre exact de missiles sont classifiées. Tous sont armés d'ogives conventionnelles de 160 kg chacunes.

## Armes chimiques
Les informations sur les armes chimiques de la Bulgarie sont rares. Le seul site de production d’armes chimiques connu à se jour se trouvait près de Smyadovo. Il produit désormais des produits chimiques à des fins civiles. Le pays a ratifié la Convention sur les armes chimiques en 1994 et a commencé le démantèlement du réseau en 2000.

## Armes biologiques
La Bulgarie a signé et ratifié la Convention sur les armes biologiques,.

## Armes nucléaires
La Bulgarie n'a jamais développé d'armes nucléaires, bien que certains traités avec l'Union soviétique garantissent le déploiement d'ogives soviétiques sur le territoire bulgare en cas de guerre avec l’OTAN. Le territoire possédait cependant des missiles R-400 à capacité nucléaire. Au milieu des années 1990, le journaliste Goran Gotev a enquêté sur le témoignage anonyme d'un capitaine de l'armée soviétique, publié dans le Komsomolskaya Pravda, qui décrivait en détail une prétendue installation d'armes nucléaires soviéto-bulgare, abritant environ 70 ogives. Le site comprenait « quatre immeubles d'appartements de trois étages, des casernes, une cafétéria, un terrain de sport, un magasin et une place » et comptait 130 personnes en activité. L'unité a été dissoute en 1989, et les ogives ont été rapidement expédiées en Ukraine et tout l'équipement, les uniformes et les photos qui étaient présents dans l'installation ont été détruits. Un autre responsable de l'armée russe a par la suite nié l’existence du site. Cependant, dans les années 1980, quatre majors de l'armée de l'air bulgare ont reçu une formation en Union soviétique sur le largage d'armes nucléaires à partir d'avions MiG-23BN.
En 2001, le ministère bulgare des Affaires étrangères a nié toute présence d’armes nucléaires en Bulgarie.
Le pays a le potentiel de mettre en place un programme nucléaire à des fins militaires, grâce à une centrale nucléaire à Kozloduy avec sa propre installation de stockage deplutonium. Une installation de recherche nucléaire dotée d’un réacteur de type piscine, d'une capacité de 200 kW est en service à Sofia. Ce réacteur produit des matières radioactives, stockées près de Novi Khan.
Dans le cadre de ses efforts visant à protéger les matières nucléaires potentiellement utilisables pour la fabrication d'armes nucléaires, l'organisme de surveillance nucléaire des Nations Unies a aidé la Bulgarie à nettoyer l'uranium hautement enrichi stocké dans le réacteur de recherche fermé de Sofia. La substance, enrichie à 36 %, a été acheminée par avion en décembre 2003 vers la Russie, le fournisseur initial, selon l'Agence internationale de l'énergie atomique (AIEA). 
En décembre 2016, la Bulgarie a voté contre une résolution de l’ONU qui exhortait les États membres à entamer des négociations sur l’abolition complète des armes nucléaires.